# Zabytki w Brzozowie

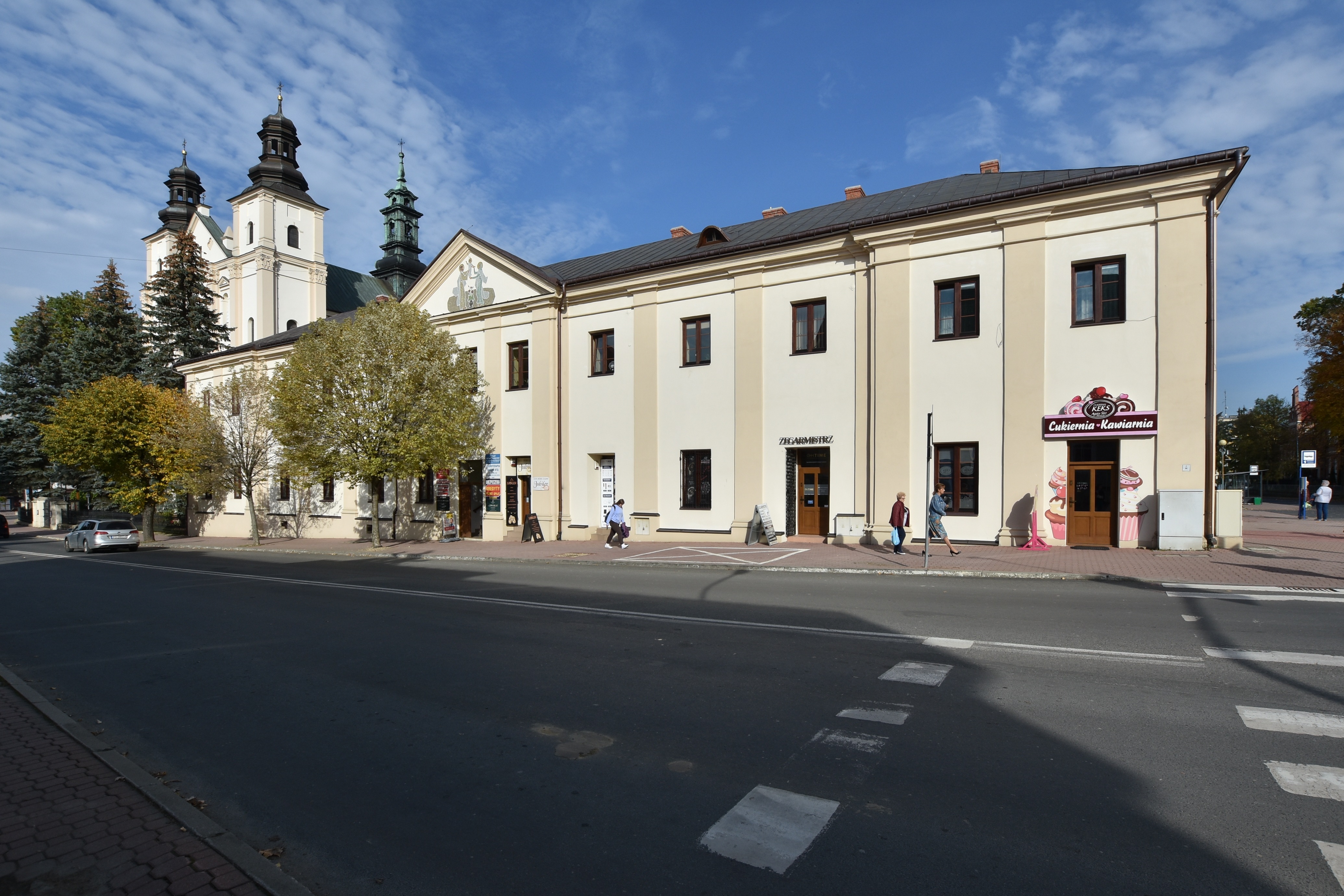
Budynek dawnego seminarium misjonarzy oraz kolegiata

## Ratusz
Pierwotny drewniany ratusz brzozowski został wspomniany w źródłach w 1748 roku. Nowa siedziba władz miejskich została wzniesiona w 1896 roku według projektu architekta Władysława Łuczyckiego. Dwukondygnacyjny podpiwniczony budynek został zbudowany z cegły, a następnie otynkowany. Powstał na planie wydłużonego prostokąta. Przy elewacji południowej wzniesiono czterokondygnacyjną wieżę z ostrosłupowym hełmem. Czterospadowy dach pokryto blachą. Ratusz brzozowski wpisano do rejestru zabytków pod numerem A-54/1985.

## Kościół parafialny pw. Przemienienia Pańskiego
XVII-wieczny kościół barokowy pw. Przemienienia Pańskiego jest siedzibą parafii. W kościele znajdują się kaplice Matki Bożej Różańcowej, Matki Bożej Ognistej, świętych Wincentego oraz Anny, ołtarze Zwiastowania oraz świętego Józefa, skarbiec, organy, chór muzyczny. W jednej ze ścian została wmurowana trumienka wraz z relikwiami (przedramionami i dłońmi) budowniczego kościoła - księdza Bartłomieja Misiałowicza. Świątynia została wpisana do rejestru zabytków z numerem A-156/1989.

## Była siedziba Towarzystwa Gimnastycznego „Sokół”
Budynek, gdzie w pierwszej połowie XX wieku mieściła się siedziba Polskiego Towarzystwa Gimnastycznego „Sokół”, powstał w latach 1909-1910. Zaprojektowany został przez Jana Sasa-Zubrzyckiego. Wzniesiony został na planie litery L, posiada dwie kondygnacje i okrągłą więżę w narożniku. Elewację frontową zdobią tarcze herbowe i popiersia królów polskich, wykonane przez Stanisława Majerskiego z Przemyśla. Obiekt został wpisany w rejestr zabytków pod numerem A-55/1985. Obecnie mieści się w nim dom kultury i kino.

## Brzozów-Zdrój
W okresie międzywojennym, wykorzystując źródła solankowe w pobliskim lesie utworzono uzdrowisko Brzozów-Zdrój. Po 1944 uległo ono dewastacji, część zabudowań zdrojowych rozebrano, a część uległa pożarom.

## Kaplica pw. św. Stanisława Kostki
Pod koniec XIX wieku po północnej stronie ulicy Moniuszki w miejsce wcześniejszej drewnianej została wzniesiona murowana kapliczka typu domkowego. Zbudowano ją na planie prostokąta. W ścianach elewacji bocznych kapliczka ma dwie pary zamkniętych półkoliście okien. Wewnątrz znajduje się ołtarzyk św. Stanisława Kostki z mensą na ścianie tylnej. Budynek nakryty jest trójspadowym dachem z wieżyczką na sygnaturkę, umieszczoną pośrodku kalenicy. Daszek wieżyczki ma kształt namiotowy i jest zwieńczony prostym żelaznym krzyżem. Ściany zewnętrzne są flankowane w narożach rozszerzającymi się ku dołowi skarpami, posadowione na cokole z odsadzką. Ściany frontowe ozdabia gzyms spinający skarpy. Drzwi kapliczki są płycinowe jednoskrzydłowe, ich półkulista góra przeszklona. Trójkątny szczyt ściany frontowej jest zwieńczony metalowym krzyżem. Ściany kapliczki obiega profilowany podokapowy gzyms wieńczący.

## Pozostałe zabytki

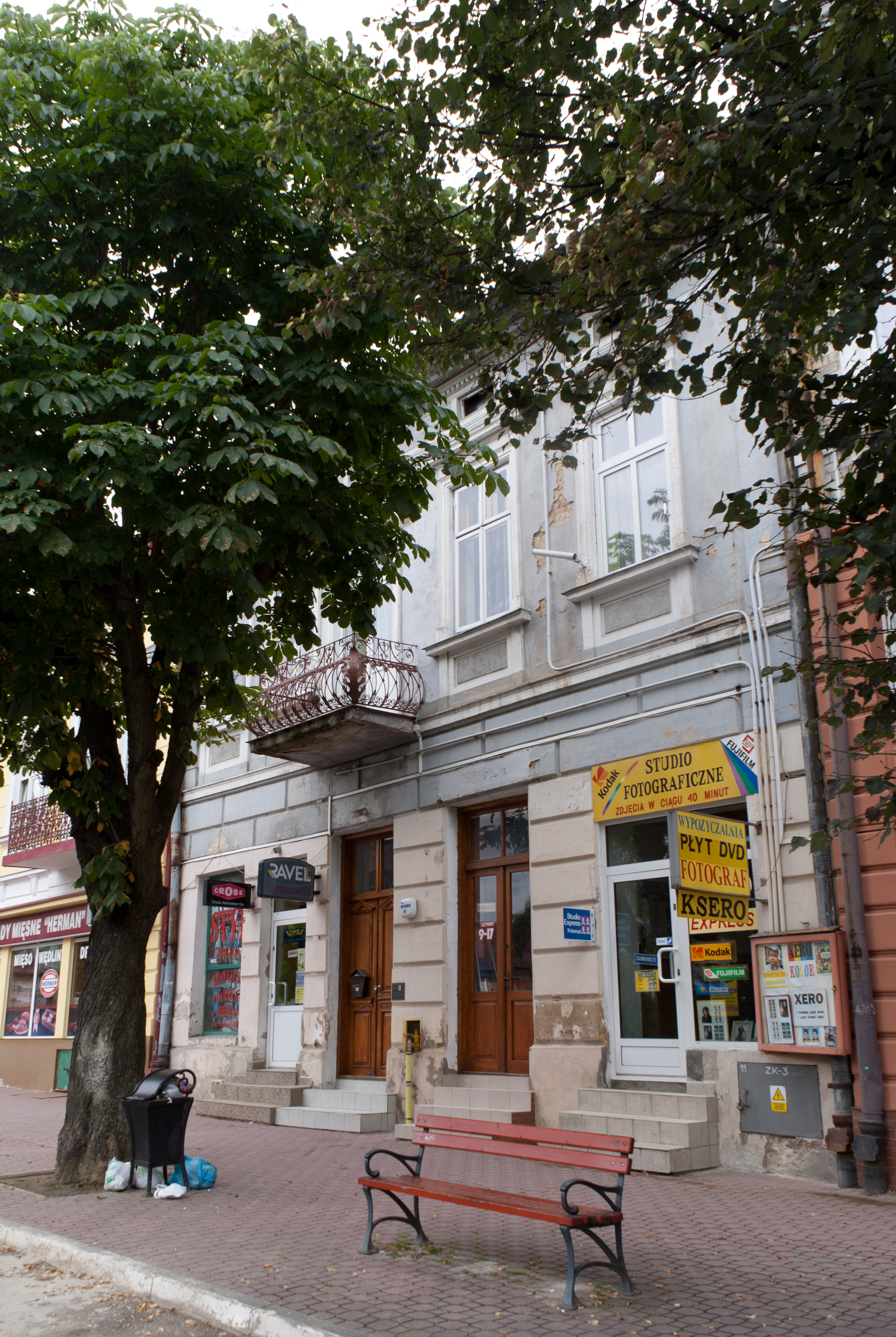
Kamienica przy ul. Rynek 2 w Brzozowie

- Budynek dawnego seminarium misjonarzy z XVIII wieku. Do rejestru zabytków wpisany pod numerem A-252/1991.
- Dom ze służbówką przy ul. Mickiewicza 23 z przełomu XIX/XX wieku został wpisany do rejestru zabytków pod numerem A-211/1990.
- Fasada domu przy ul. Mickiewicza 21 pochodzi z początku XX wieku. Została wpisana do rejestru zabytków pod numerem A-313/1994.
- Elewacja frontowa domu przy ul. Bielawskiego 1 datowana na początek XX wieku została wpisana do rejestru zabytków pod numerem A-313/1994.
- Elewacja kamienicy przy ul. Rynek 2 z drugiej połowy XIX wieku została wpisana do rejestru zabytków pod numerem A-318/1994[3].

## Granice stref ochrony konserwatorskiej
Na terenie Brzozowa zostały wyznaczone następujące rodzaje stref ochrony konserwatorskiej:
- Strefa A – pełnej ochrony historycznej struktury przestrzennej,
- Strefa B – ochrony zachowanych elementów zabytkowych,
- Strefa E – ochrona ekspozycji,
- Strefa K – ochrony krajobrazu,
- Strefa OW – strefa obserwacji archeologicznej.